# Erik Martensson
Erik Mårtensson es un cantante, compositor y productor sueco, conocido por su trabajo en las bandas Eclipse, W.E.T., Ammunition y Nordic Union. Es considerado una de las figuras más destacadas del hard rock europeo contemporáneo.[cita requerida]

## Carrera
Mårtensson inició su carrera profesional a finales de la década de 1990 y ha sido el principal compositor y productor de Eclipse. Además, ha formado parte de proyectos como W.E.T., un supergrupo surgido de su colaboración con Jeff Scott Soto y otros músicos. Según Guitar World (2013), W.E.T. nació cuando Soto se interesó por una composición de Mårtensson, lo que llevó a la creación de un supergrupo sin previsión inicial.

## Estilo y recepción
El estilo musical de Mårtensson se caracteriza por melodías potentes y hooks pegadizos. En una entrevista con Headbangers Lifestyle (2021), Mårtensson afirmó: «We just write music we love».

## Eclipse
Eclipse ha lanzado varios álbumes de estudio, siendo Megalomanium II (2024) uno de los más destacados. El álbum recibió críticas favorables en medios especializados, destacando sus “enormes hooks y melodías efectivas” según Headbangers Lifestyle.
- Metal Master Kingdom resaltó el tono emotivo de Megalomanium II, especialmente el tema «Still My Hero», dedicado al padre de Mårtensson, y lo describió como una fusión melódica con toques de folk.[4]

- MyGlobalMind (2024) destacó la consistencia de las composiciones y la fuerza de las melodías, mientras que Sleaze Roxx (2025) señaló canciones como “The Spark” y analizó la cohesión temática del álbum.[5]

## Reconocimiento
Según RockPages.gr (2020), Erik Mårtensson es una “figura clave del hard rock europeo de los últimos 20 años”, gracias a su trabajo con Eclipse, W.E.T. y otros proyectos.

## Proyectos paralelos
Además de Eclipse y W.E.T., Mårtensson ha participado en bandas como Ammunition y Nordic Union, donde mantiene su estilo melódico y sus habilidades de producción.[cita requerida]

## Discografía seleccionada
- Con Eclipse:
  - Bleed & Scream (2006)
  - Are You Ready to Rock (2010)
  - Armageddonize (2015)
  - Monumentum (2017)
  - Wired (2019)
  - Megalomanium II (2024)
- Con W.E.T.:
  - W.E.T. (2009)
  - Rise Up (2013)
  - Earthrage (2018)